# William Gambel
William Gambel (Filadelfia, junio de 1823 – California, 13 de diciembre de 1849) era un naturalista y coleccionista estadounidense.
Gambel nació en Filadelfia. En 1838, viajó con el naturalista Thomas Nuttall en un viaje de recolección a Carolina del Norte. En marzo de 1841 partió en solitario para recoger plantas para Nuttall. Él viajó al oeste, tomando una ruta más al sur a la adoptada anteriormente por Nuttall y Townsend. Desde Independence, siguió el Camino de Santa Fe, y luego a lo largo del Viejo Sendero Español, llegó a California a principios de noviembre. Pasó 1842 recogiendo a lo largo de la costa de California, y luego se unió a la Marina de los EE. UU. como secretario, lo que le permitió visitar todas las estaciones misioneras de California. Las nuevas aves que coleccionaba incluyen codornices de Gambel (Callipepla gambelii), Parus gambeli y carpintero de Nuttall (Picoides nuttallii).
Gambel regresó a Filadelfia en agosto de 1845. En 1848 obtuvo el título de médico. Murió de fiebre tifoidea en su viaje por las montañas de Sierra Nevada en pleno invierno.